# برشم (دير الزور)
برشم قرية سورية تتبع ناحية البصيرة في منطقة مركز دير الزور في محافظة دير الزور. بلغ عدد سكانها 1640 نسمة في عام 2004 حسب إحصاء المكتب المركزي للإحصاء.